# Ceratosolen capensis
Ceratosolen capensis is een vliesvleugelig insect uit de familie vijgenwespen (Agaonidae). De wetenschappelijke naam is voor het eerst geldig gepubliceerd in 1955 door Grandi.